# Pluto
Pluto je sekundarno trajno tkivo drvenastih biljaka koje se sastoji od gusto zbijenih četverobridnih stanica bez međustaničnog prostora. Debljina mu varira.
Zbog svojstva nepropuštanja plinova i vode, pluto je dobra zaštita od transpiracije, a zbog elastičnosti i čvrstoće njegovih stanica štiti i od mehaničkih povreda. Budući da su mu stanice ispunjene zrakom, pluto ima i važnu ulogu u izjednačavanju mogućih temperaturnih razlika. Pluto također štiti biljku od bakterija i gljivica te, jer je neprobavljivo i nema hranjive vrijednosti, i od životinja. 